# Бриджмен (лунный кратер)
Кратер Бриджмен (лат. Bridgman) — ударный кратер находящийся в северном полушарии обратной стороны Луны. Название присвоено в честь американского физика, лауреата Нобелевской премии по физике в 1946 г., Перси Уильямса Бриджмена (1882—1961) и утверждено Международным астрономическим союзом в 1970 г. Образование кратера относится к нектарскому периоду. 

## Описание кратера
Ближайшими соседями кратера являются кратер Пози на востоке; кратер Винер на востоке-юго-востоке; кратер Курчатов на юго-востоке и кратер Беккерель на юго-западе. На юге от кратера лежит цепочка кратеров Курчатова. Селенографические координаты центра кратера 43°23′ с. ш. 136°59′ в. д. / 43,39° с. ш. 136,98° в. д., диаметр 81,9 км, глубина 2,8 км.
Вал кратера имеет полигональную форму, острую кромку, незначительно разрушен и сохранил детали структуры, включая следы террасовидной структуры на внутреннем склоне и следы обрушения. В южной части вала имеется впадина. Высота вала над окружающей местностью 1360 м, объем кратера составляет приблизительно 5900 км³. Дно чаши кратера сравнительно ровное, имеется группа небольших центральных пиков образованных из анортозита и габбро-норито-троктолитового анортозита с содержанием плагиоклаза 85-90% (GNTA1).
На формирование кратера оказали влияние породы выброшенные при импакте образовавшем Море Москвы, которое находится в 600 км на северо-западе от кратера Бриджмен.

## Сателлитные кратеры
| Бриджмен | Координаты                                              | Диаметр, км |
| -------- | ------------------------------------------------------- | ----------- |
| C        | 46°34′ с. ш. 140°24′ в. д. / 46,57° с. ш. 140,4° в. д.  | 40,4        |
| E        | 44°05′ с. ш. 141°50′ в. д. / 44,08° с. ш. 141,84° в. д. | 27,6        |
| F        | 43°51′ с. ш. 141°19′ в. д. / 43,85° с. ш. 141,32° в. д. | 52,0        |

- Образование сателлитного кратера Бриджмен F относится к нектарскому периоду[1].